# A Night to Remember (альбом Синди Лопер)
A Night to Remember (рус. Запоминающаяся ночь) — третий студийный альбом американской певицы Синди Лопер, выпущенный 27 мая 1989 года на лейбле Epic Records.

## Информация об альбоме
Первоначально альбом планировалось выпустить в 1988 году под названием Kindred Spirit, однако из-за визита Синди в СССР, а также из-за провала сингла «Hole in My Heart (All the Way to China)» выход был отложен. В альбоме, вышедшем в мае 1989 года, изменён порядок песен и добавлены новые треки («A Night to Remember», «Dancing with a Stranger» и «I Don’t Want to Be Your Friend»). Кроме того, песня «Don’t Look Back», записанная для Kindred Spirit, не вошла в A Night to Remember.
В музыкальном плане альбом полностью отошёл от звучания новой волны и перешёл к поп-балладам. Сама Лопер довольно прохладно относится к A Night to Remember. За исключением «I Drove All Night», песни из этого альбома редко попадают в сборники и исполняются на концертах.
Альбом вышел в тот момент, когда радиостанции США меняли свой формат, переходя от поп-композиций к гранжу. В результате у песен Лопер стало гораздо меньше прокруток на радио, что в свою очередь привело к довольно средним продажам альбома в США — 500 тысяч копий. В Великобритании A Night to Remember, занявший 9-е место в национальных чартах, является самым успешным студийным альбомом Синди Лопер за всю её карьеру.

## Список композиций
1. «Intro» — 0:27
2. «I Drove All Night» (Том Келли, Билли Стейнберг) — 4:11
3. «Primitive» (Келли, Лопер, Стейнберг) — 3:48
4. «My First Night Without You» (Келли, Лопер, Стейнберг) — 3:01
5. «Like a Cat» (Amphlett, Келли, Стейнберг) — 3:25
6. «Heading West» (Келли, Лопер, Стейнберг) — 3:55
7. «A Night to Remember» (Лопер, D. Micale, Franke Previte) — 3:43
8. «Unconditional Love» (Келли, Лопер, Стейнберг) — 3:56
9. «Insecurious» (Child, Лопер, Diane Warren) — 3:30
10. «Dancing With a Stranger» (Chiten, Лопер, Previte) — 4:12
11. «I Don’t Want to Be Your Friend» (Warren) — 4:22
12. «Kindred Spirit» (Лопер) — 1:16
13. «Hole in My Heart (All the Way to China)» (Richard Orange) — 4:05 (только на японской версии)

- Трек, не вошедший в альбом: «Unabbreviated Love» (Лопер, Micale, Previte) — би-сайд сингла «My First Night Without You»

## Позиции в хит-парадах и сертификации
Еженедельные чарты:
| Страна         | Высшая позиция |
| -------------- | -------------- |
| Австралия      | 17             |
| Австрия        | 18             |
| Великобритания | 9              |
| Германия       | 21             |
| Италия         | 18             |
| Канада         | 34             |
| Колумбия       | 1              |
| Новая Зеландия | 20             |
| США            | 37             |
| Франция        | 15             |
| Чили           | 6              |
| Швейцария      | 18             |
| Швеция         | 32             |
| Япония         | 3              |

Годовые чарты:
| Хит-парад (1989)       | Позиция |
| ---------------------- | ------- |
| Европа (Music & Media) | 82      |